# Lake Placid
 For alternative betydninger, se Lake Placid (flertydig). (Se også artikler, som begynder med Lake Placid)
Lake Placid er en by i Adirondack-bjergene i Essex County, New York, USA. Byen har et indbyggertal på 2.205 (2020) indbyggere. 
Lake Placid ligger nær byen North Elba 84 km sydvest for Plattsburgh. Søen Lake Placid (samme navn som byen) udgør sammen med Saranac Lake og Tupper Lake, hvad der kendes som de tre søers region. Lake Placid var værtsby for Vinter-OL 1932 og Vinter-OL 1980.